# 这些绿色的群山
《这些绿色的群山》是美国佛蒙特州的州歌。

## 历史
1988年佛蒙特州议会决定让佛蒙特州艺术委员会推出一首新的歌曲，用以取代旧州歌《向佛蒙特致敬》。委员会于是向社会招标，共收到了107首歌曲的投稿，并从中选出了8首入围歌曲。再经过一系列讨论之后，《这些绿色的群山》这首歌成为了新的州歌。
这首歌的作词是黛安·马丁，作曲为丽塔·巴格拉斯·格拉克。2000年5月22日，当时的佛蒙特州州长霍华德·迪安签署了第99号法案，使其正式成为了官方州歌。